# Парасис, Кэти
Кэти Парасис (англ. Kathy Parashis, род. 3 ноября 1960 года) — австралийская снукеристка.

## Карьера
Кэти Парасис 10 раз побеждала на Australian Open, последний титул на этом турнире она выиграла в 2009-м. В том же году она вышла в финал чемпионата мира IBSF, но проиграла Ын Оньи со счётом 1:5.
Высший брейк Парасис — 84 очка, но на тренировках она делала серию в 90 очков.